# As Aventuras de Blinky Bill
As Aventuras de Blinky Bill (em inglês: The Wild Adventures of Blinky Bill) é uma série animada de televisão Australiano baseada na  série de livros Blinky Bill de Dorothy Wall.

## Enredo
Blinky Bill está de volta para levar a sua marca registrada, o caos e o mau-humor para a vida. Junto com seu melhor amigo e companheiro de Jacko, Blinky assume o papel de defensor de sua casa em um outback, em Greenpatch Point.

## Personagens
- Blinky Bill (dublado por Cam Ralph) - um jovem Coala.
- Jacko (dublado por Akmal Saleh) - um Babado de-pescoço-lagarto é Blinky do parceiro e melhor amigo.
- Cranky (dublado por Peter McAllum) - um tirano caçador e o prefeito de Greenpatch.[carece de fontes?]
- Pablo (dublado por Rupert Degas) - a Sul-Americana papagaio. [carece de fontes?]
- Bittencourt (dublado por Rupert Degas) - um travesso bandicoot. [carece de fontes?]
- Galeirão (dublado por Cam Ralph) - outro travesso bandicoot.[carece de fontes?]
- Wombo (dublado por Jim Pike) - um Vombate.[carece de fontes?]
- Nutsy Bill (dublado por Bridie Connell) - uma jovem fêmea coala irmã de Blinky Bill. [carece de fontes?]
- Claude - um gato feral e Blinky principal antagonista.[carece de fontes?]
- Eddie (dublado por Rupert Degas) um Americano esquilo. [carece de fontes?]
- Robert (dublado por Cam Ralph) - um pássaro-lira e um dos Blinky amigos.[carece de fontes?]
- Marcia (dublado por Charlotte Hamlyn) - um rato e um dos Blinky amigos.[carece de fontes?]
- Sugar - um planador do açúcar e uma de Blinky amigos.[carece de fontes?]
- Spike (dublado por Nathan Harvey) - um equidna e um dos Blinky amigos.[carece de fontes?]
- Mr. Bill - um coala é Blinky do pai, somente mencionados neste episódios e ele aparece em "Casa para Pernoitar"
- Mrs. Bill (dublado por Beth Armstrong), um coala, que é de Blinky da mãe.[carece de fontes?]
- Ms. Tibbins (dublado por Beth Armstrong) - um pássaro kiwi, que é um professor da escola.[carece de fontes?]

## Transmissão
As Aventuras de Blinky Bill estreou na 7TWO na Austrália em 5 de dezembro de 2016. A série foi ao ar no teleTOON+ na Polónia, de 16 de janeiro de 2017. Na Hungria, ele começou a ser exibida no Minimax em 19 de junho de 2017. Na América Latina, estreou no Nat Geo Kids em 1 de julho de 2017 e o Brasil em 3 de outubro de 2017 no Nat Geo Kids também. No Canadá estreou no Ici Radio-Canada Télé em 9 de setembro de 2017.
| País                 | Canal                 | Estreia                | Título                             |
| -------------------- | --------------------- | ---------------------- | ---------------------------------- |
| Austrália            | 7TWO                  | 5 de dezembro de 2016  | The Wild Adventures of Blinky Bill |
| Canadá               | Ici Radio-Canada Télé | 9 de setembro de 2017  | The Wild Adventures of Blinky Bill |
| Polónia              | TeleTOON+             | 17 de janeiro de 2017  | Bystry Bill                        |
| Brasil               | Nat Geo Kids FOX      | 3 de outubro de 2017   | As Aventuras de Blinky Bill        |
| Bolívia              | Nat Geo Kids FOX      | 1.º de julho de 2017   | Las Aventuras de Blinky Bill       |
| Argentina            | Nat Geo Kids FOX      | 1.º de julho de 2017   | Las Aventuras de Blinky Bill       |
| Chile                | Nat Geo Kids FOX      | 1.º de julho de 2017   | Las Aventuras de Blinky Bill       |
| Colômbia             | Nat Geo Kids FOX      | 1.º de julho de 2017   | Las Aventuras de Blinky Bill       |
| República Dominicana | Nat Geo Kids FOX      | 1.º de julho de 2017   | Las Aventuras de Blinky Bill       |
| Equador              | Nat Geo Kids FOX      | 1.º de julho de 2017   | Las Aventuras de Blinky Bill       |
| El Salvador          | Nat Geo Kids FOX      | 1.º de julho de 2017   | Las Aventuras de Blinky Bill       |
| Guatemala            | Nat Geo Kids FOX      | 1.º de julho de 2017   | Las Aventuras de Blinky Bill       |
| Peru                 | Nat Geo Kids FOX      | 1.º de julho de 2017   | Las Aventuras de Blinky Bill       |
| México               | Nat Geo Kids FOX      | 1.º de julho de 2017   | Las Aventuras de Blinky Bill       |
| Uruguai              | Nat Geo Kids FOX      | 1.º de julho de 2017   | Las Aventuras de Blinky Bill       |
| Portugal             | RTP2                  | 20 de outubro de 2017  | Blinky Bill                        |
| Portugal             | Canal Panda           | 3 de agosto de 2019    | As Aventuras de Blinky Bill        |
| Hungria              | Minimax               | 19 de junho de 2017    | Blinky Bill kalandjai a vadonban   |
| Finlândia            | Nelonen               | 11 de novembro de 2017 | Vili Vilperin seikkailut           |